# Yolei Inoue
Yolei Inoue (井ノ上 京?, Inoue Miyako) è un personaggio immaginario della seconda stagione dell'anime dedicato all'universo di Digimon, Digimon Adventure 02.
Il suo Digimon partner è Hawkmon e, nella versione originale, è il primo legame tra essere umano e Digimon instaurato tra sessi diversi, poiché Hawkmon è maschio. Yolei è un genio dell'informatica, è testarda, sfacciata ed impulsiva. Mentre è in qualche modo sempre rumorosa ed audace, è anche molto sincera e vera nei suoi sentimenti al punto che spesso non si accorge degli altri o di quanto i loro sentimenti la condizionino. Yolei è compassionevole e generosa, ma capace di essere decisa e piena di risorse. Stranamente tende spesso a diventare improvvisamente depressa senza ragione, ma trova sempre la forza di tornare in sé ed aiutare i suoi amici.
L'abilità maggiormente degna di nota di Yolei è la sua competenza tecnica; può aggiustare qualsiasi cosa, da un tostapane ad un computer. Aiuta la sua famiglia nel mini-market Ai-Mart, inoltre Cody e TK vivono nel suo stesso palazzo. Lavora spesso al mini-market e porta del cibo proveniente da esso per aiutare il gruppo a fornire cibo ai suoi Digimon sempre affamati. Le piace Ken e ha una grandissima stima di Mimi e Izzy. È apparentemente la più giovane di quattro fratelli: ha due sorelle (Momoe, che frequenta la scuola superiore, e Chizuru, che frequenta la scuola media) ed un fratello (Mantarou, già all'università).
È doppiata in giapponese da Rio Natsuki in quasi tutti i media e da Ayaka Asai in Digimon Adventure: Last Evolution Kizuna e in italiano da Paola Valentini in Adventure 02 e da Benedetta Gravina in Digimon Adventure: Last Evolution Kizuna.

## Our War Game!
Yolei è tra i bambini che aiutano indirettamente i Digiprescelti nella loro lotta contro Diaboromon. Di conseguenza, successivamente diventa un Digiprescelto lei stessa.

## Digimon Adventure 02 - Saga dell'Imperatore Digimon
Yolei ottiene il suo Digivice D-3, Hawkmon ed il Digiuovo dell'Amore nella prima settimana del suo primo anno di scuola media. In "Un picnic pericoloso", i nuovi Digiprescelti ricevono una visita a sorpresa da Mimi, la quale va subito molto d'accordo con Yolei. Quando la squadra di calcio della scuola elementare di Odaiba deve sostenere un incontro con la squadra della Tamachi, Yolei è contrariata nello scoprire che il suo idolo Ken Ichijouji non partecipa alla partita, ma alla fine, seppure in ritardo, il ragazzo arriva. La ragazza rimane comunque sconvolta quando viene a sapere da Davis che il loro nemico, l'Imperatore Digimon, è proprio Ken.
Successivamente, quando un Digitamamon condizionato dalla Spirale del Male attacca Mimi, Yolei perde la sua compostezza e inizia ad urlare al Digimon tutta la sua rabbia. Questo sfogo porta alla manifestazione del Digiuovo della Sincerità, che Yolei usa per permettere ad Hawkmon di armordigievolvere Shurimon, che riesce a liberare Digitamamon dalla Spirale.
Quando viene scoperta la posizione della Fortezza dell'Imperatore Digimon, i Digiprescelti decidono di rimanere a Digiworld fino alla completa distruzione di quest'ultima. Yolei cerca di coprire il suo eccessivo nervosismo con ridicola eccessiva premura, abbaiando ordini e correndo di qua e di là senza controllo, riuscendo anche a scalare un Obelisco di Controllo. Quando la sua troppa premura porta all'avvelenamento di Hawkmon da parte di Dokugumon, Yolei si sente tremendamente in colpa. Hawkmon dice invece di stare bene, poiché preferisce Yolei nella sua vera natura.

### Hurricane Touchdown/Supreme Evolution! The Golden Digimentals
Dopo aver ricevuto un messaggio di pericolo da Kari, Yolei parte per gli Stati Uniti con Davis e Cody per aiutare la ragazza e TK. Ma sulla strada i tre incontrano Willis, un Digiprescelto del Colorado, il cui corrotto Digimon partner Kokomon è causa di molti problemi.

## Digimon Adventure 02 - Saga di Myotismon
Davis crede sia una buona idea chiedere a Ken, liberatosi una volta per tutte del suo alter ego malvagio, di unirsi alla loro squadra. Yolei non è d'accordo, poiché assiste alla scena in cui Stingmon elimina Thunderballmon sotto ordine di Ken. Tuttavia, quando Mimi chiama in soccorso i nuovi Digiprescelti per aiutarla a combattere contro un Rockmon, Yolei è costretta ad esprimere i suoi sentimenti contrastanti per Ken, cosa che la porta ad accettarlo nel loro gruppo. Ciò porta anche alla Digievoluzione di Hawkmon in Aquilamon. Mentre il gruppo è alla ricerca dell'Anello Sacro di Gatomon, lei, Ken e Kari finiscono nel Mare Oscuro di Dragomon. Dopo aver capito dove sono finiti, Kari perde la calma dopo ciò che era accaduto durante la sua ultima visita. La crisi di Kari, contemporanea a quella di Ken, avvantaggia un Blossomon che li aveva attaccati poco prima. Servono uno schiaffo e delle dure parole di Yolei per far sentire le ragazze sulla stessa lunghezza d'onda, evento che conferisce ai loro Digimon il potere della DNAdigievoluzione.
Durante il periodo di Natale, Yolei, Sora ed i loro Digimon vengono spediti in Russia, ma non hanno un traduttore che li aiuti ad attraversare la barriera del linguaggio con i Digiprescelti russi. I tentativi di Yolei di comunicare tramite sciarade portano ad un risultato quando la ragazza usa i nomi di cibi russi per coordinare gli attacchi ai Flymon che assediano la città. Dopo essere tornata a casa, Yolei è testimone della distruzione di LadyDevimon per mano di Silphymon, rimanendo pietrificata per l'orrore provato. Yolei accetta la cosa in quanto lei, Kari e Silphymon sono riuscite a salvare gli ostaggi, ed altri eventuali futuri, del sadico Digimon.
Nella Dimensione da Sogno, Yolei cade preda delle illusioni di MaloMyotismon. I suoi desideri sono di essere figlia unica e di mangiare da sola tutti i dolci (per cui va pazza). Hawkmon ed ExVeemon la liberano dall'illusione, ricordandole che lei ama suo fratello e le sue sorelle e che le piace averli intorno. Tornata in sé, si riunisce agli altri ragazzi, tutti in procinto di liberarsi anch'essi dall'illusione. Yolei usa il potere della Dimensione da Sogno contro MaloMyotismon dando vita all'apparizione contemporanea di Aquilamon, Halsemon, Shurimon e Silphymon.
Nell'anno 2027, Yolei è sposata con Ken e fa la casalinga. Ha una bambina che ha per Digimon partner un Poromon, un bambino che ha come partner un Minomon ed un altro figlio piccolo che ha come Digimon partner un Leafmon.

### Diaboromon Strikes Back!
Tre anni dopo gli eventi di "Our War Game!", il malvagio Diaboromon riprende il suo regno del terrore su Internet. Yolei si sta provando delle uniformi a causa di un trasferimento in una nuova scuola quando viene chiamata da Izzy ed informata della situazione: i Kuramon stanno emergendo nel mondo reale tramite televisioni ed e-mail. Così, quando Tai, Matt ed i loro Digimon si recano nel cyberspazio per combattere nuovamente Diaboromon, gli altri si impegnano a rintracciare i Kuramon. Yolei e Kari sono le prime a trovarne uno e a spedirlo a Izzy affinché lo esamini. Quando Davis viene a sapere che Kari, TK ed i loro Digimon sono andati ad aiutare i rispettivi fratelli maggiori ed Omnimon, il ragazzo chiede di andare a sua volta. Tuttavia, il suo bisogno di entrare in azione fa parte del piano di vendetta di Diaboromon - l'intero sciame di Kuramon emerge dal Digivarco aperto da Yolei prima di recarsi alla Baia di Tokyo per fondersi in Armageddemon. Yolei è costretta ad assistere alla battaglia seguente finché Imperialdramon Paladin Mode non distrugge il mostro. Usando il suo computer, Yolei attiva i cellulari della gente che ha assistito alla battaglia, che poi vengono usati per catturare i Kuramon, nei quali Armageddemon si era nuovamente diviso, mentre i Digiprescelti fanno lo stesso usando i loro Digivice. I Kuramon vengono rimandati in blocco a Izzy, che li elimina tutti.

### Michi e no Armor Shinka
Quando Pukumon fa la sua entrata in scena con un Obelisco di Controllo, Joe si scontra con i nuovi Digiprescelti, facendo cadere e mischiando inevitabilmente i loro D-Terminal. Yolei finisce per avere quello di Davis, permettendo ad Hawkmon di armordigievolvere Rinkmon grazie al Digiuovo dell'Amicizia.

### Digimon Adventure 02 Original Story 2003nen -Haru-
Nella traccia di Yolei di questo drama audio, "Sono diventata una studentessa di scuola media", Yolei parla della fase di transizione della sua vita ora che sta per diventare una studentessa di scuola media, dei suoi tentativi di formare una band musicale, dei suoi sentimenti sempre più forti per Ken e della sua nuova ossessione per il tè nero.

## Digimon Adventure V-Tamer 01
Durante una delle battaglie combattute da bambina, Yolei e gli altri nuovi Digiprescelti incontrano Parallelmon, che assorbe lei, Kari, Cody e TK e spedisce inavvertitamente Davis nel mondo di V-Tamer 01. Una volta lì, Davis incontra Taichi Yagami e Zeromaru, mentre Yolei e gli altri cercano di aiutare Davis dall'interno del mostro, ricreando il Digiuovo dei Miracoli. Con il mostro distrutto grazie all'intervento di Magnamon, Davis ed i suoi amici ritornano alla loro continuity.

## Accoglienza
Secondo un sondaggio condotto da Manga Entertainment, Yolei è risultata il decimo personaggio preferito dagli utenti, posizione condivisa con Cody.